# Rue Renkin (Bruxelles)
Pour les articles homonymes, voir Rue Renkin.
La rue Renkin (en néerlandais : Renkinstraat) est une rue bruxelloise de la commune de Schaerbeek qui va de la place Lehon à la rue Gallait en passant par la rue Rubens, la rue Verhas et la rue Vondel.

## Histoire et description
La rue Renkin est un hommage rendu à Jules Renkin, avocat et homme politique belge qui fut Premier Ministre et aussi Ministre des colonies de 1908 à 1918.

## Adresses notables
- no 17 : Tetra asbl
- nos 90-92 : Maison Langbehn (maison Art nouveau construite par l’architecte Jean Van Hall - 1901)